# Clubiona plumbi
Clubiona plumbi este o specie de păianjeni din genul Clubiona, familia Clubionidae, descrisă de Gertsch, 1941. Conform Catalogue of Life specia Clubiona plumbi nu are subspecii cunoscute.